# 두카티 899
두카티 899 파니갈레(Ducati 899 Panigale)는 두카티에서 2013년에 848을 대체하기 위해 출시한 898 cc (54.8 cu in) 스포츠 바이크이다. 이 모터사이클은 작은 제조 도시인 보르고 파니갈레의 이름을 따서 명명되었다. 이전 모델인 1199 파니갈레 엔진의 148-마력 (110 kW) 버전을 사용한다. 공칭 건조 중량은 169 킬로그램 (373 lb)이다. 899는 싱글-사이드 스윙암을 사용하는 1199와 달리 일반적인 양면 스윙암을 가지고 있다. 두카티 슈퍼바이크에 양면 스윙암을 사용하기로 한 파격적인 결정은 전자식으로 조절 가능한 안티-록 브레이크, 트랙션 컨트롤, 전자 브레이크 컨트롤, 퀵시프터 등 자전거에 추가된 상당한 업그레이드 때문이었다. 이 모델은 슈퍼콰드로 엔진을 사용하는 최초의 미들급 두카티이다.
899는 2013년 12월 영국 전체 모터사이클 판매 차트에서 2위 판매 모델인 혼다 CBF125보다 5배 높은 가격으로 최고 판매량을 기록하여 관찰자들을 놀라게 했다. 이러한 상황은 더 텔레그래프에 의해 페라리 캘리포니아가 포드 포커스보다 더 많이 팔린 것에 비유되었다.
2016년, 두카티는 899를 개량하여 엔진을 955 cc (58.3 cu in)로 확대했다 (959 파니갈레).